# NGC 65
NGC 65 je galaksija u zviježđu Kit.

## Vanjske poveznice
- SEDS: NGC 0065